# Хайнрих Август (Хоенлое-Ингелфинген-Йоринген)
Хайнрих Август фон Хоенлое-Ингелфинген (на немски: Heinrich August von Hohenlohe-Ingelfingen; * 10 юли 1715 в дворец Хермерсберг при Нидернхал; † 13 февруари 1796 в Ингелфинген) е княз на Хоенлое-Ингелфинген (1764). Той е граф на Глайхен, господар на Лангенбург и Кранихенбург, също сеньор на фамилията Хоенлое. Той е директор на „Имперския графски франкски колегиум“, генерал-фелдмаршал и фелдцойгмайстер на Франконския имперски окръг.
Той е син на граф Христиан Крафт фон Хоенлое-Ингелфинген (1668 – 1743) и съпругата му Мария Катарина София фон Хоенлое-Валденбург (1680 – 1761), дъщеря на граф Хискиас фон Хоенлое-Валденбург-Пфеделбах и графиня Доротея Елизабет фон Хоенлое-Валденбург.

Той учи няколко години в Женева.
От Прусия е изселен с фамилията му в Магдебург. След Хубертусбургския мир 1763 г. той се връща в Ингелфинген. За неговата вярност император Франц I го издига с братята му на имперски княз. Братята му умират без наследници и през 1781 г. той е единственият наследник на страната.

## Фамилия
Хайнрих Август се жени на 26 септември 1743 г. в Йоринген за графиня Вилхелмина Елеонора фон Хоенлое-Йоринген (* 20 февруари 1717 в Нойенщайн; † 30 юли 1794 в Ингелфинген), дъщеря на граф Йохан Фридрих фон Хоенлое-Нойенщайн-Йоринген (от 1764 г. княз) и ландграфиня Доротея София фон Хесен-Дармщат. Те имат осем деца:
- София Фриедерика (1747 – 1762)
- Каролина Хенриета Албертина (1748 – 1762)
- Луиза Шарлота Амалия (1750 – 1754)
- Фридрих Карл Вилхелм (1752 – 1815), императорски фелдмаршал-лейтенант
- Христиан Фридрих Август (1755 – 1761)
- Георг Фридрих Хайнрих (1757 – 1803), пруски генералмайор, ∞ Юлия Поликсена фон Клюхцнер (1776 – 1807)
- София Христиана Луиза (1762 – 1831)
- Фридрих Лудвиг (1746 – 1818), пруски генерал-лейтенант, ∞ Амалия Луиза Мариана фон Хойм цу Дройсиг (1763 – 1840)